# Орехов (Ростовская область)
Орехов — хутор в Боковском районе Ростовской области.
Входит в состав Краснокутского сельского поселения.

## География
На хуторе имеется одна улица: Степная.

## Население
| 1989 | 2002 | 2010 |
| ---- | ---- | ---- |
| 44   | ↘23  | →23  |

## Достопримечательности
Территория Ростовской области была заселена еще в эпоху неолита. Люди, живущие на древних стоянках и поселениях у рек, занимались в основном собирательством и рыболовством. Степь для скотоводов всех времён была бескрайним пастбищем для домашнего рогатого скота. От тех времен осталось множество курганов с захоронениями жителей этих мест. Курганы и курганные группы находятся на государственной охране.
Поблизости от территории хутора Орехов Боковского района расположено несколько достопримечательностей — памятников археологии. Они охраняются в соответствии с Федеральным законом от 25.06.2002 № 73-ФЗ «Об объектах культурного наследия (памятниках истории и культуры) народов Российской Федерации», Областным законом от 22.10.2004 № 178-ЗС «Об объектах культурного наследия (памятниках истории и культуры) в Ростовской области», Постановлением Главы администрации РО от 21.02.97 № 51 о принятии на государственную охрану памятников истории и культуры Ростовской области и мерах по их охране и др.
- Курган «Орехов I». Находится на расстоянии около 2,0 км к юго-востоку от хутора Орехова.
- Курган «Орехов II». Находится на расстоянии около 4,15 км к западу от хутора Орехова.
- Курган «Орехов V». Находится на расстоянии около 4,5 км к северо-западу от хутора Орехова.
- Курганная группа «Орехов III» (2 кургана). Находится на расстоянии около 4,8 км к северо-западу от хутора Орехова.
- Курганная группа «Орехов IV» (2 кургана). Находится на расстоянии около 6,15 км к северо-западу от хутора Орехова[4].